# آویا ب-۵۳۴
آویا ب-۵۳۴ جنگنده‌ای دوباله ساخت چکسلواکی بود که در سال ۱۹۳۳ برای نخستین بار به پرواز درآمد.
آویا ب-۵۳۴ هواگرد تک‌موتوره و یکی از آخرین جنگده‌های دوباله محسوب بود. در مجموع ۴۴۵ فروند از این هواگرد تولید شد. پس از ضمیمه شدن چکسلواکی به رایش سوم این جنگنده‌ها در اختیار لوفت‌وافه قرار گرفت.

## تاریخچه عملیاتی
تقریباً بلافاصله پس از آغاز عملیات بارباروسا، اسلواکی، به عنوان متحد آلمان، یک گروه جنگنده متشکل از ۱۱ فروند از این هواگرد را راهی جبهه شرقی جنگ جهانی دوم کرد.